# Antonino Castiglione

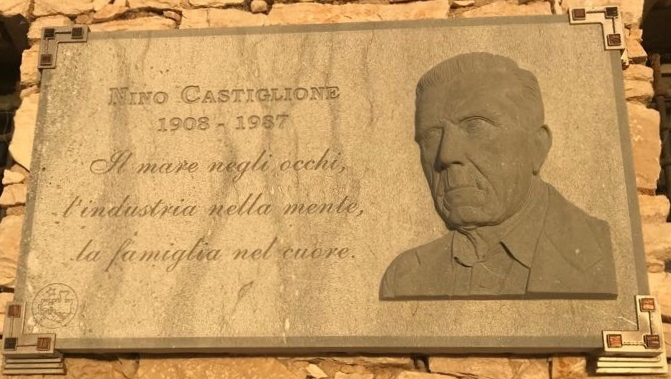
La targa posta sul muro esterno della Tonnara, in largo Nino Castiglione, a Bonagia, Valderice (TP)

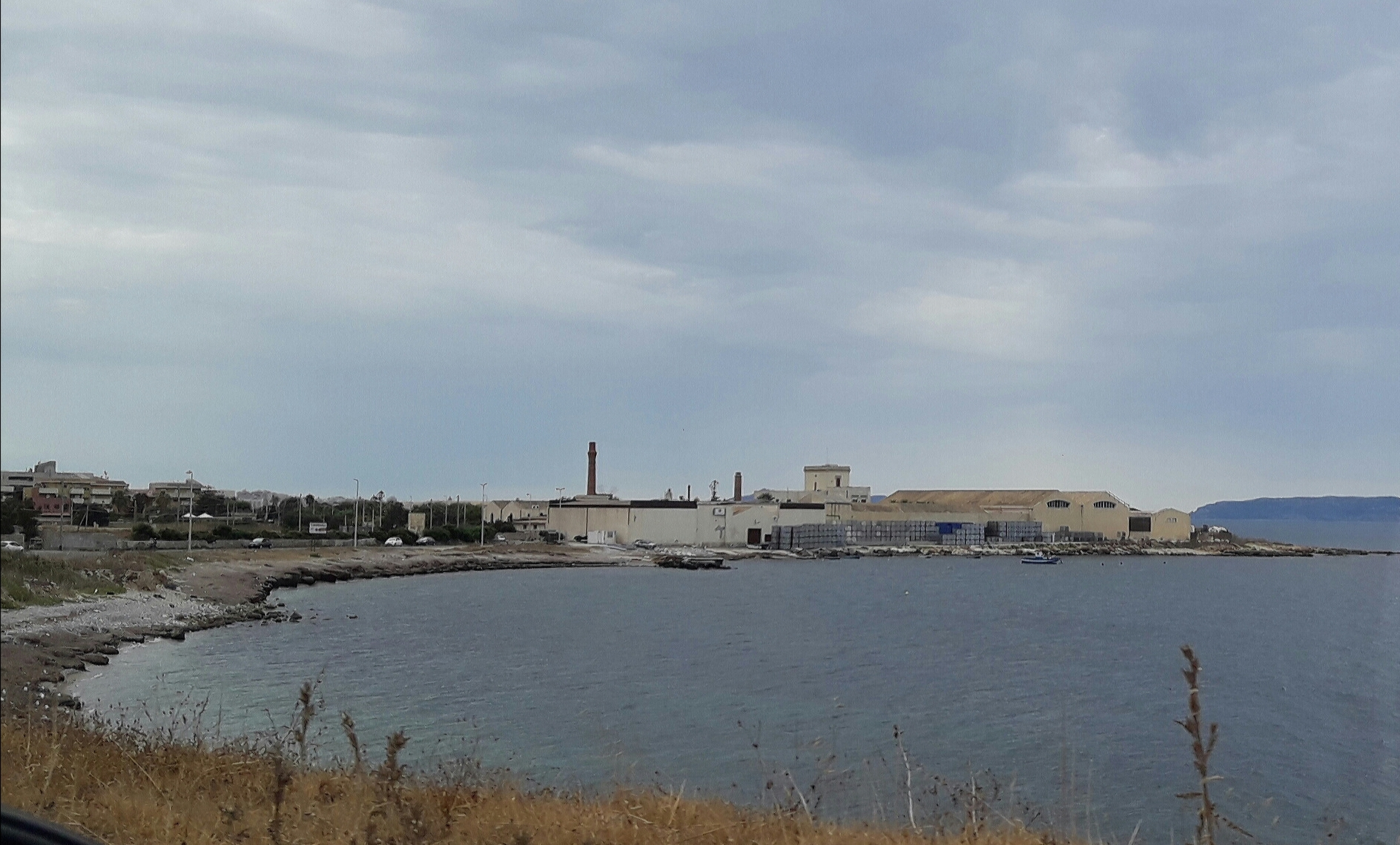
La tonnara di San Cusumano, oggi stabilimento della Nino Castiglione

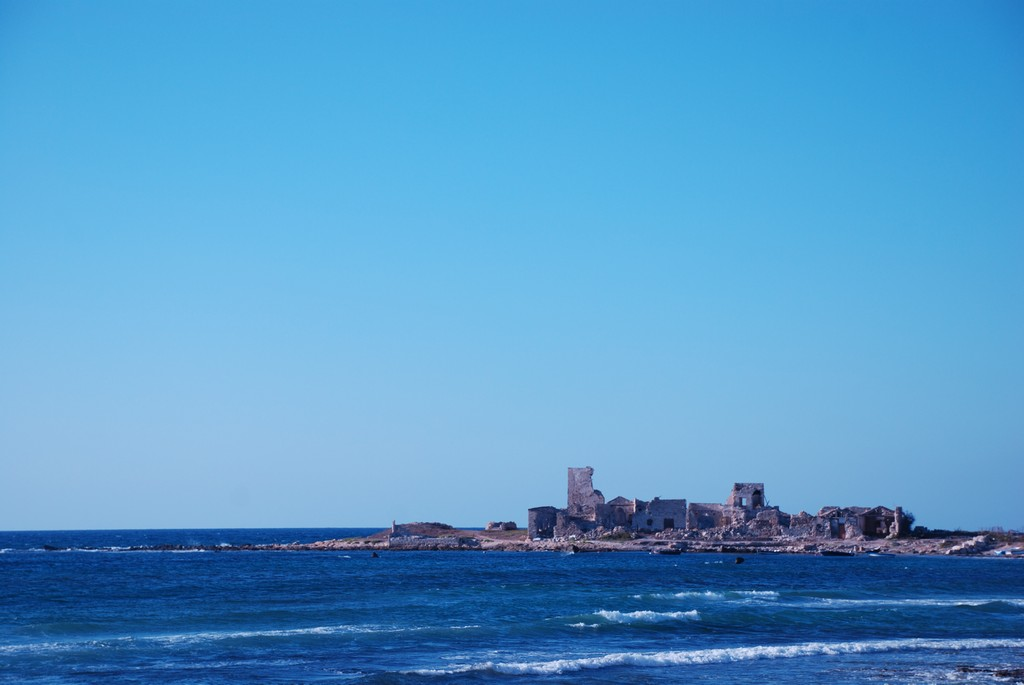
Le rovine della tonnara di San Giuliano Palazzo, a Punta Tipa

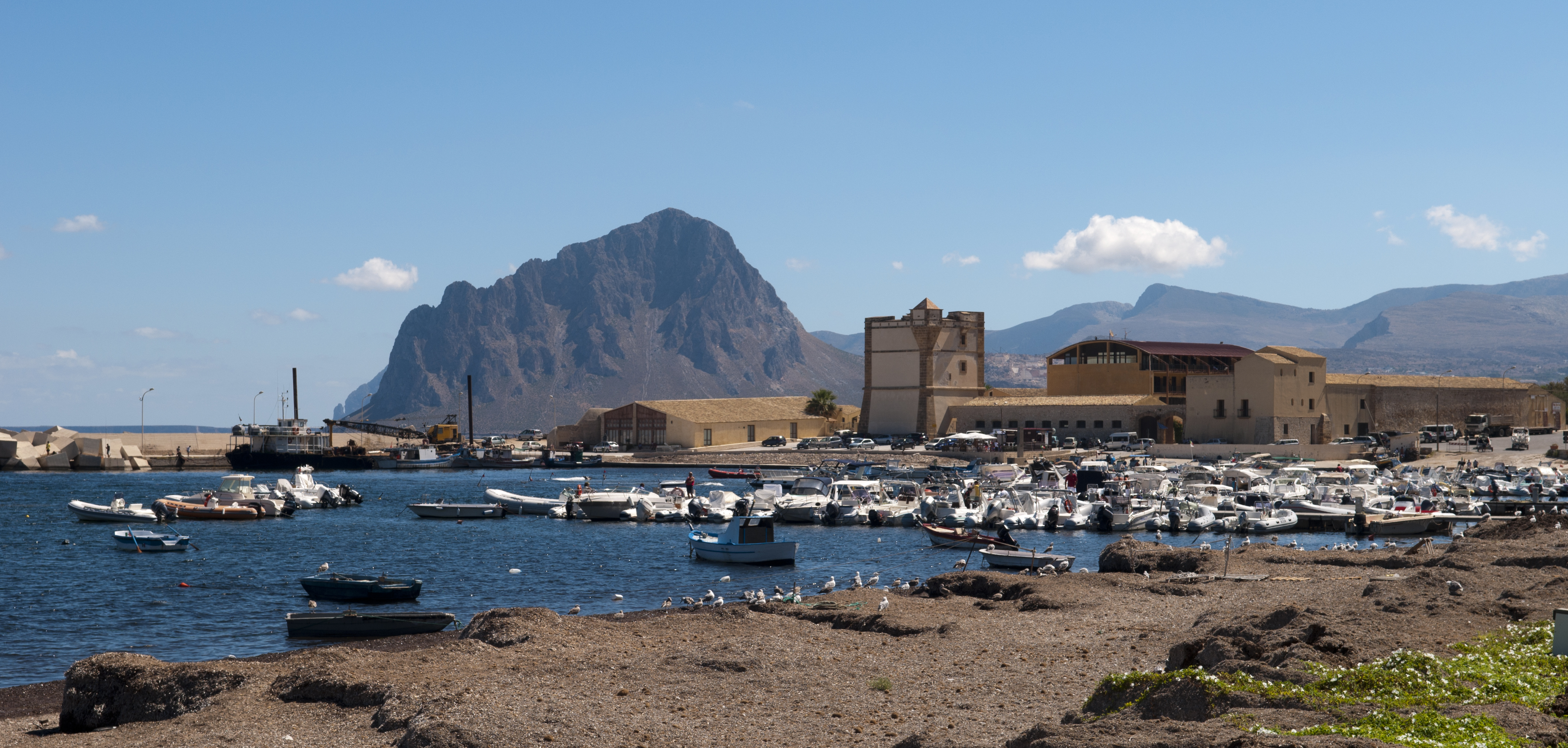
Il porticciolo e la tonnara di Bonagia

Antonino Castiglione, detto Nino (Trapani, 14 marzo 1908 – Erice, 1º giugno 1987), è stato un imprenditore italiano.

## Biografia
Il padre Francesco "Ciccio" Castiglione, commerciante di pesce, fin da giovane tiene rapporti commerciali con la Tonnara di Favignana e la famiglia Florio. "Nino" nel 1933, a 25 anni, fonda la sua prima ditta "Conservificio Ittico" che produce sgombro sott'olio, alacce sotto sale e poi acciughe sotto sale, arrivando a impiegare circa 60 operai..
Nel 1938 sposa Maria Crivello; nascono quattro figli: Franca, Francesco, Lilla e Anna.
Nel 1953 la ditta inizia a lavorare il tonno pescato in Norvegia e il Torik importato della Turchia. Nel 1958 inizia l'importazione di tonno pinna gialla (Yellowfin) e l'era della "scatoletta" di piccole dimensioni sempre con lavorazione fatta a mano. Vengono anche lavorati parte dei tonni pescati dalle tonnare di Favignana e Formica, già di proprietà della famiglia Parodi di Genova. Nel 1970 la ditta cambia ragione sociale e si trasforma in "Nino Castiglione".
Nel 1973, con il socio palermitano Antonino Cefalù, acquistano i natanti delle tonnare di San Giuliano Palazzo, San Cusumano e Bonagia, e nel 1974 acquistano anche i diritti di pesca e "di calar tonnare" nei mari di Bonagia e San Giuliano.
Nel 1977 acquista gli edifici della tonnara di San Cusumano. e nasce la società “Tonnare di Bonagia e San Giuliano". Nel 1979, insieme al rais Mommo Solina, decide di accorpare le varie tonnare in un unico impianto che dai tradizionali 2 chilometri dalla costa viene portato a 5.186 metri, nel tratto di mare antistante l'antica tonnara di San Giuliano Pallazzo (a Punta Tipa), una distanza mai raggiunta da nessuna altra tonnara italiana. Altre novità: la totale sostituzione delle vecchie reti di cocco (che permettevano ai tonni di sfuggirvi, rompendole) con quelle più robuste ed elastiche di nylon e l'introduzione delle "bocche a nassa", sempre per evitarne la fuga. La soluzione ottimizza gli esiti della pesca e dimezza le spese. A questo evento si deve la sopravvivenza delle ultime tonnare siciliane e della cultura e esse legata.
Nel 1985 la ditta Nino Castiglione prende in gabella Tonnara di Favignana, ridotta allora a impresa quasi improduttiva e per i 12 anni seguenti le restituirà vitalità e produttività.

### Morte
Nino Castiglione muore il 1 giugno 1987, nel pieno della campagna di pesca.

## Riconoscimenti
Il comune di Valderice l'11 Maggio 2013 ha intitolato lo spazio antistante la tonnara di Bonagia: "Largo Nino Castiglione".
Dall'anno scolastico 2016/2017 il Lions Club di Trapani ha istituito, con il contributo dell'azienda, la borsa di studio "Nino Castiglione" per premiare lo studente più meritevole del II anno dell'Istituto Nautico M. Torre di Trapani ed aiutarlo nei futuri quattro anni di studio.

## Curiosità
Il 2 Settembre 2017, nella grande corte centrale della Tonnara di Bonagia, è andata in scena la prima dello spettacolo “Don Nino … l’industriale rigattiere”, che racconta sotto forma di musical la storia di Nino Castiglione. Il lavoro è liberamente tratto dal libro di Ninni Ravazza “Il Signore delle tonnare”, scritto e sceneggiato da Giuseppe Vultaggio, regia di Biagio Mancuso, direzione musicale di Piero Corso.
Il 23 Aprile 2018 al cinema Diana di Trapani viene proiettato per la prima volta il cortometraggio “L’ombra delle muciare”, per la regia di Marcello Mazzarella, sceneggiatura di Paolo Pintacuda, montaggio Giuseppe Tarantino e musiche originali di Giacometta Marrone D’Alberti. Attori lo stesso Marcello Mazzarella, Vanessa Galipoli, Antonino Bonanno, Mauro Spitaleri e Diego Gueci. La vicenda è quella di un imprenditore che deve fare i conti con la necessità di salvaguardare la sua azienda, quella che ha segnato il riscatto e la fortuna della famiglia, ricevuta da suo padre, un uomo a cui la malattia di Alzheimer concede ormai solo brevi, sporadici sprazzi di consapevolezza..
Il corto ha partecipato il 4 Maggio 2018 al 8º Festival Cinematografico di Salute Mentale al MAXXI di Roma..